# Gerosis bhagava
Gerosis bhagava, thường được biết đến với tên the Common Yellowbreasted Flat, là một loài bướm thuộc họ Bướm nhảy.

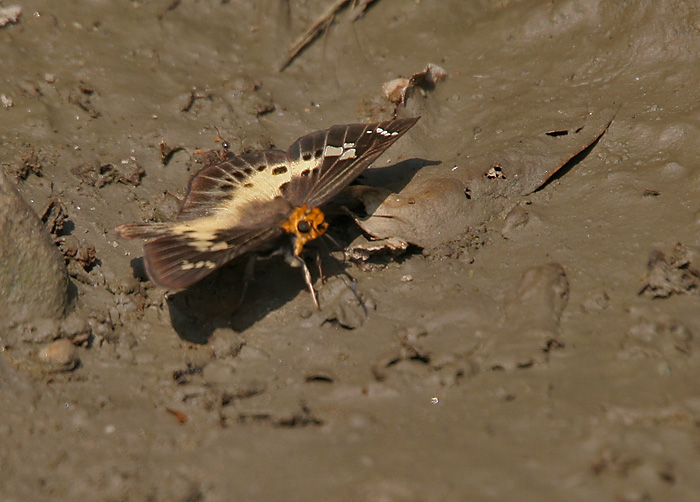
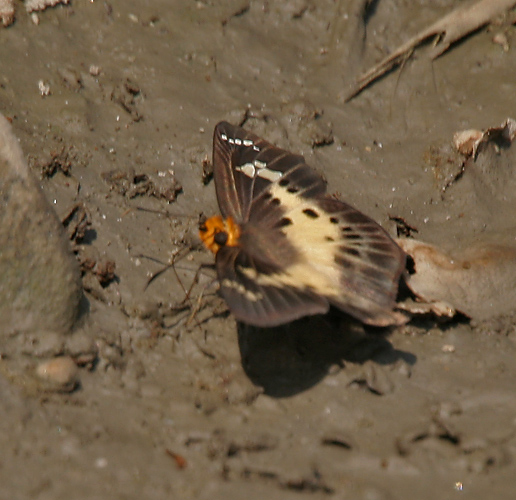